# بایزید یکم
بایزید یکم (۱۳۵۴ – ۱۴۰۳)، مشهور به ایلدریم (رعد و برق)، چهارمین سلطان امپراتوری عثمانی از سال ۱۳۸۹ تا ۱۴۰۳ میلادی بود. او بزرگ‌ترین پسر مراد یکم و گلچیچک خاتون بود که در ۱۳۵۴ میلادی  در شهر ادرنه زاده شد و جوانی خود را در بورسا سپری کرد. بایزید از سوی پدرش به‌عنوان حاکم شهر کوتاهیه تعیین شده‌بود و بعد از تاج‌گذاری، یونان و بلغارستان را به قلمرو امپراتوری عثمانی افزود. وی در نبرد آنکارا در سال ۱۴۰۲ میلادی توسط تیمور گورکانی زندانی شد و سال بعد در اسارت درگذشت. پس از او امپراتوری عثمانی دارای یک دوره فترت شد که در آن ۴ پسر او با یکدیگر به ستیز پرداختند.
بایزید یکی از ارتشهای شناخته شده جهان در آن زمان را ساخت، اما در فتح قسطنطنیه ناموفق بود. به هر حال عنوان سلطان روم را بر خود نهاد. وی سال ۱۳۹۶ میلادی صلیبیان را در جنگ صلیبی نیکوپولیس در بلغارستان را شکست داد.
وی لقب رعد و برق(ایلدریم)را در نبرد علیه قارامان اغلو به دست آورد.

## نگارخانه

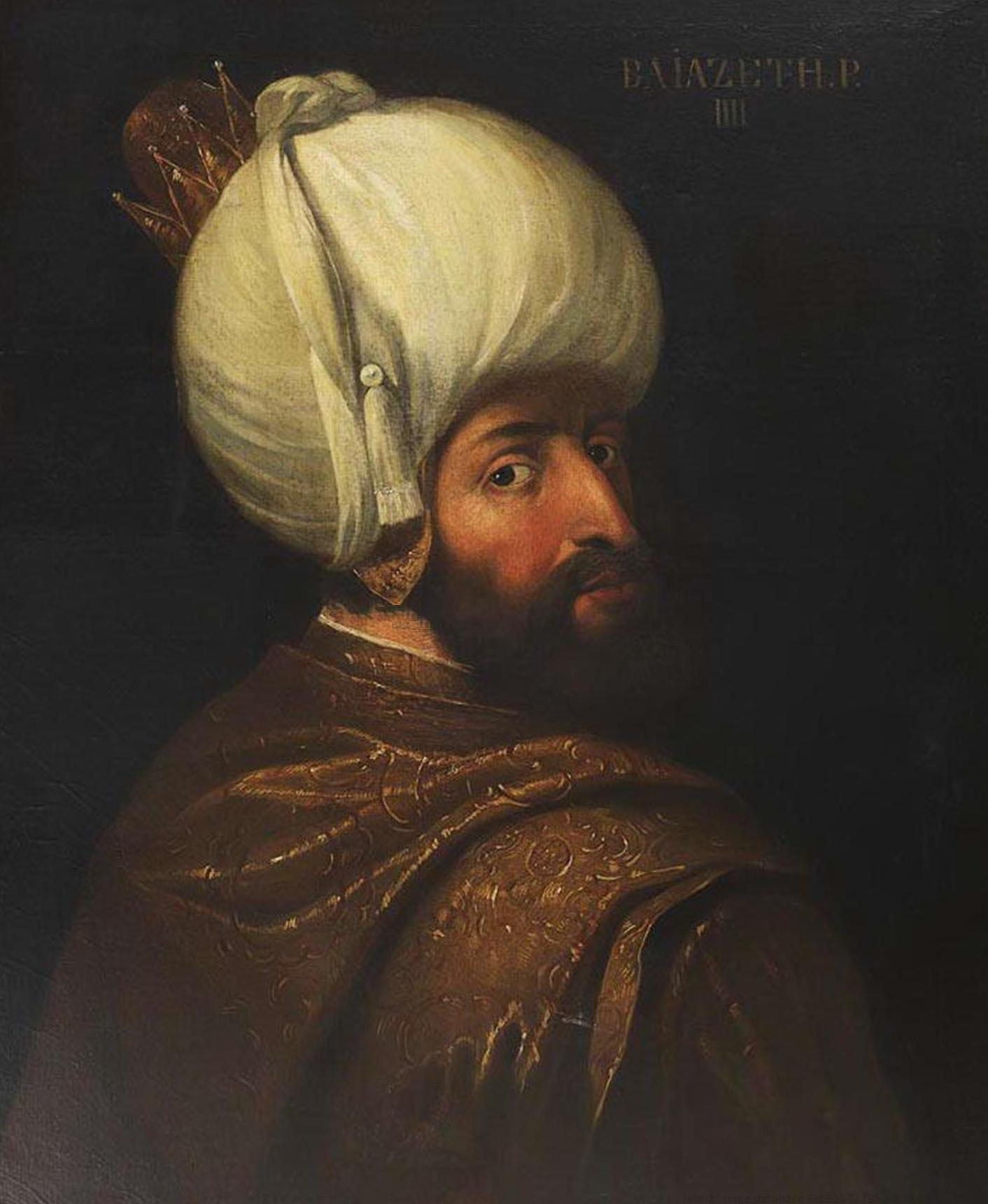
سلطان بایزید یلدریم
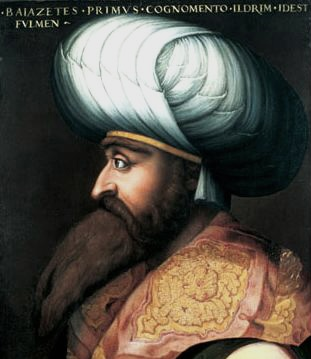
نگاره‌ای از بایزید یکم
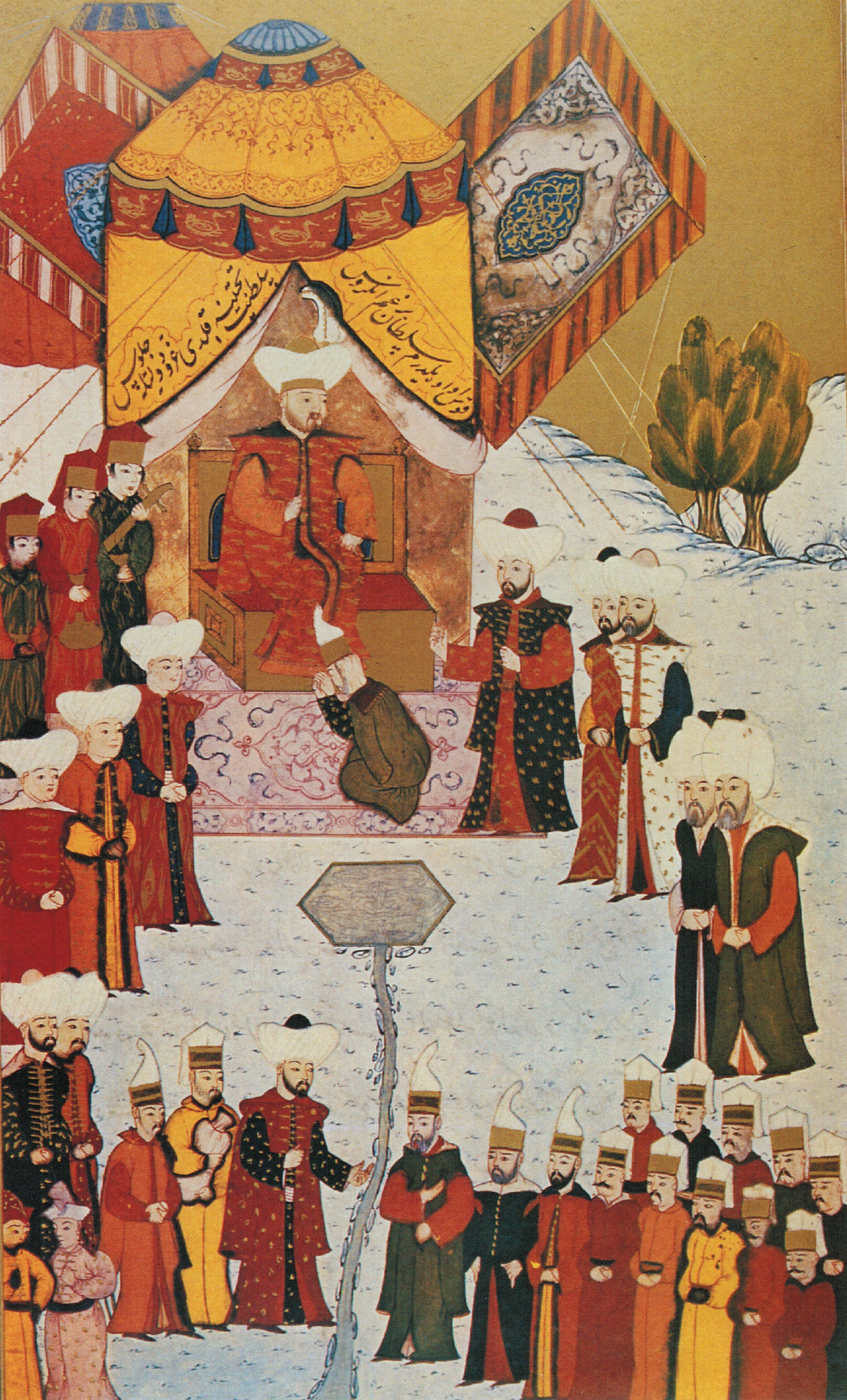
مراسم جلوس سلطان بایزید یلدریم، ادیرنه، سال ۱۳۸۹
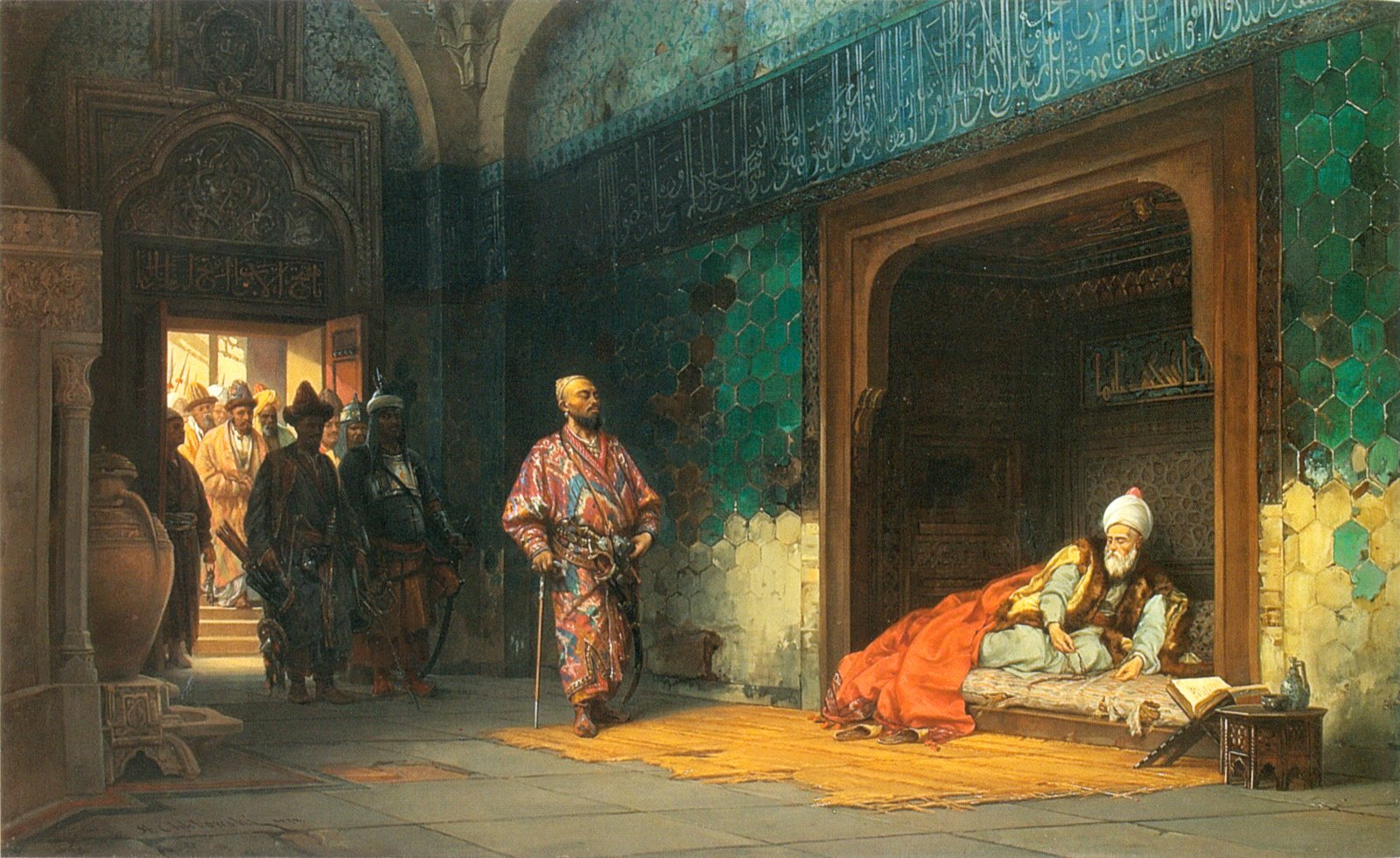
سلطان بایزید اسیر تیمور - نقاشی از استانیسلاو چلبوسکی،  ۱۸۷۸
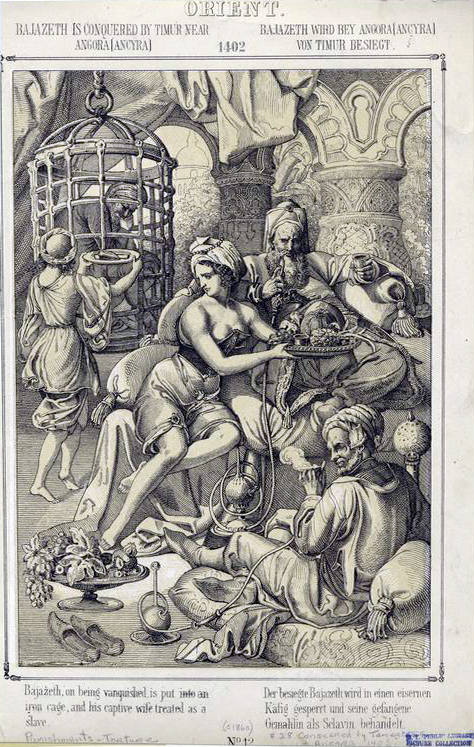
سلطان بایزید اسیر در قفس آهنین و همسر وی به عنوان یک برده در حال خدمت به تیمور
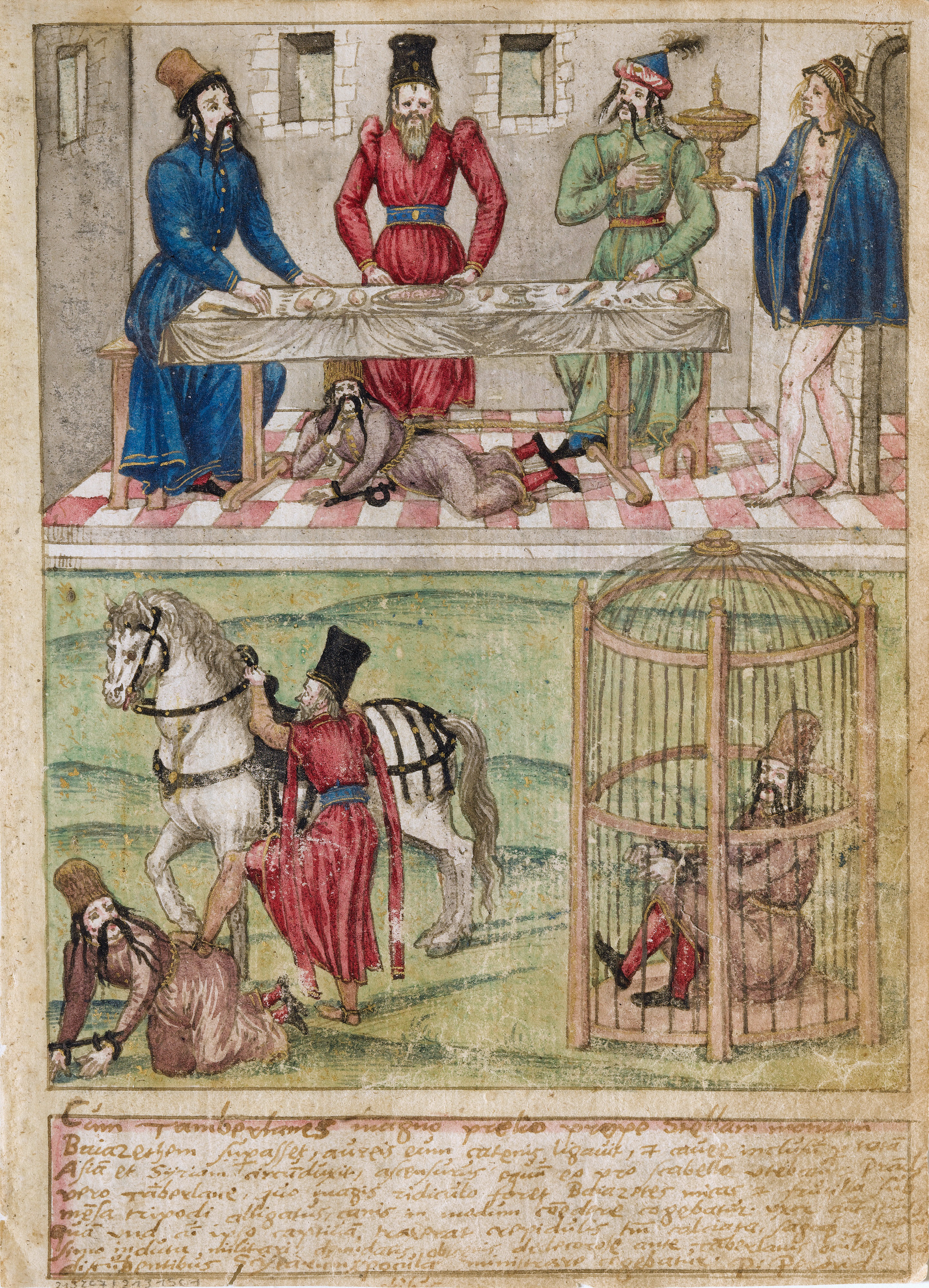
تحقیر بایزید یکم توسط تیمور
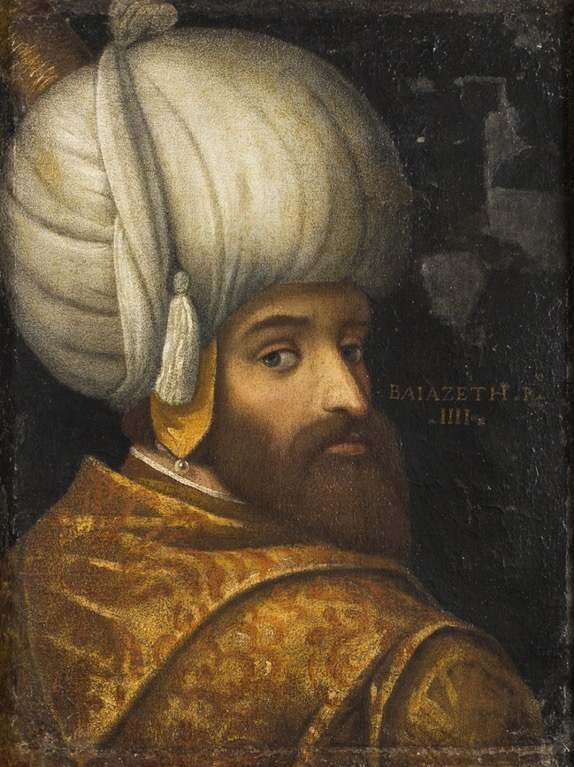
پرتره‌ای از سلطان بایزید اول، توسط پائولو ورونز